# Abomey-Calavi
Abomey-Calavi es una comuna beninesa perteneciente al departamento de Atlantique. En 2013 tiene 656 358 habitantes, de los cuales 117 824 viven en el arrondissement de Abomey-Calavi. Desde finales de siglo XX ha experimentado un fuerte crecimiento demográfico debido a la falta de espacio en la vecina Cotonú, hasta el punto de que actualmente Abomey-Calavi es la segunda comuna más poblada del país tras Cotonú.

## Historia
Tiene su origen en la ciudad de Abomey en tiempos del reino de Dahomey, siendo fundada por su proximidad a Cotonú con la finalidad de facilitar el comercio.

## Geografía

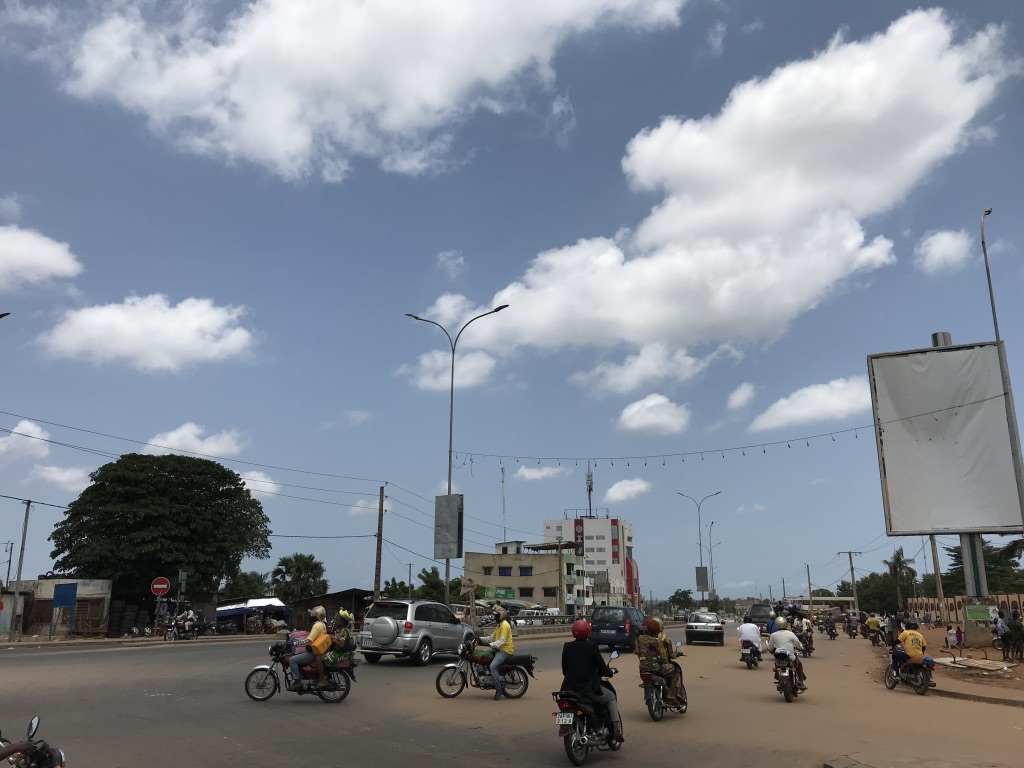
Centro de la ciudad de Abomey-Calavi

La comuna comprende la periferia occidental y noroccidental de Cotonú. El sur del territorio de la comuna se ubica en la costa del Océano Atlántico, mientras que por el este se ubica en la costa occidental del lago Nokoué.

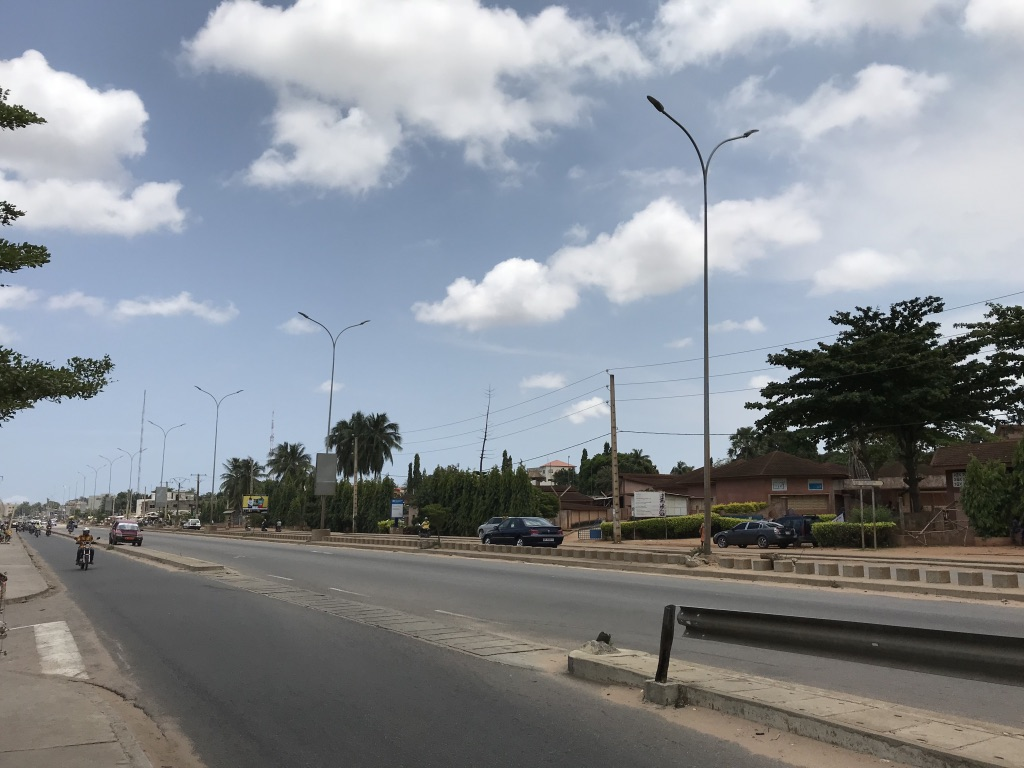
Carretera principal de Abomey-Calavi

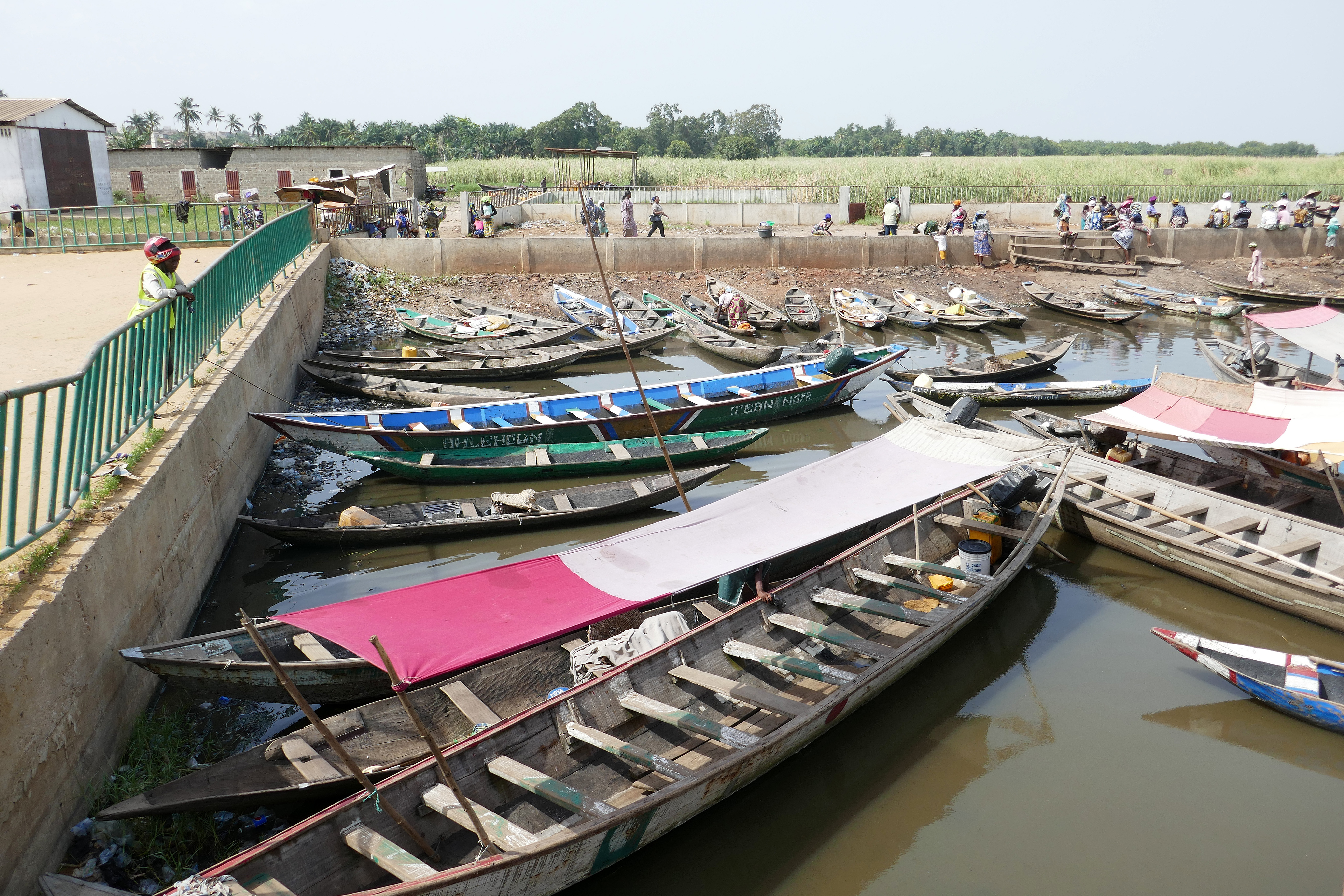
Embarcadero de Abomey-Calavi para Ganvie

## Educación

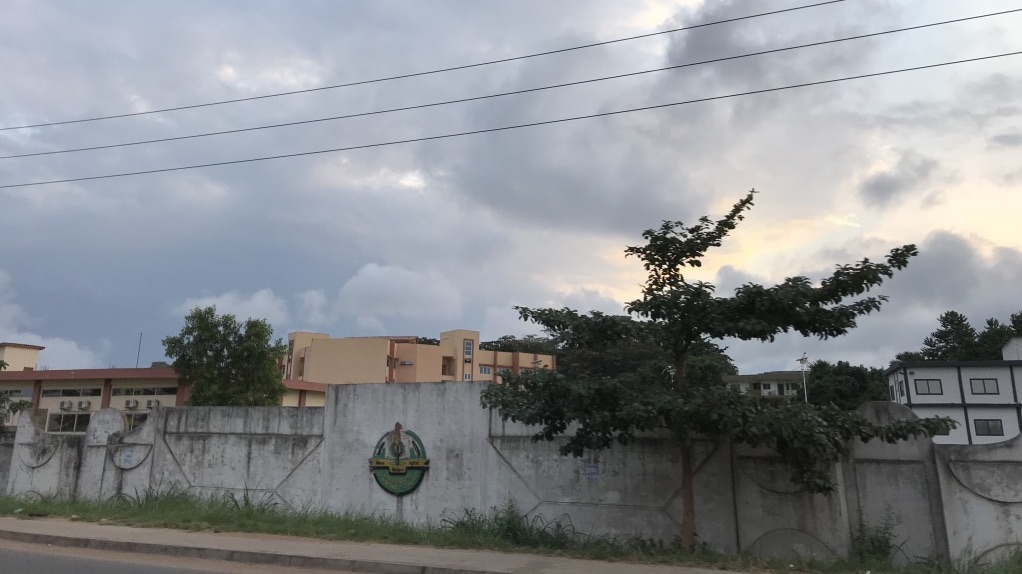
Universidad de Abomey-Calavi

Actualmente es sede de importantes centros educativos, como la Universidad de Abomey-Calavi y la Escuela Nacional de Administración y de Magistratura de Benín.

## Subdivisiones
Comprende los siguientes arrondissements:
- Abomey-Calavi
- Akassato
- Godomey
- Glo-Djigbé
- Hévié
- Kpanroun
- Ouédo
- Togba
- Zinvié